# 장타이산
장타이산(중국어 정체자: 張泰山, 간체자: 张泰山, 한어 병음: Zhāng Tàishān, 웨이드-자일스: Chang1 Tai4 Shan1, 아미어: Ati Masaw 아티 마사우, 1976년 10월 31일 ~ )은 중화민국 출신의 前 프로 야구 선수이다. 대만리그 최초로 1000타점을 기록한 선수이다. 타이완 원주민족의 일파인 아메이족 출신이다.